# Seznam představitelů Albánie
Toto je seznam hlav státu Albánie od albánského vyhlášení nezávislosti na Osmanské říši v roce 1912. Panovníci vládnoucí před tímto datem jsou uvedeni v seznamu albánských panovníků.

## Hlavy albánského státu od roku 1912
| Nezávislá Albánie (1912–1914)                                                              | Nezávislá Albánie (1912–1914) | Nezávislá Albánie (1912–1914)                                                                                             | Nezávislá Albánie (1912–1914) | Nezávislá Albánie (1912–1914)                       | Nezávislá Albánie (1912–1914) | Nezávislá Albánie (1912–1914) | Nezávislá Albánie (1912–1914)                       |
| -                                                                                          | P.                            | Funkce | Jméno narození - úmrtí        | Portrét                                             | Doba vlády od - do            | Doba vlády od - do            | Strana                                              |
| ------------------------------------------------------------------------------------------ | ----------------------------- | --- | ----------------------------- | --------------------------------------------------- | ----------------------------- | ----------------------------- | --------------------------------------------------- |
|                                                                                            | 1.                            | Předseda Národního shromáždění Předseda provizorní vlády                                                                  | Ismail Kemali 1844 – 1919     | Ismail Kemali                                       | 28. listopad 1912             | 22. leden 1914                | Nezávislý                                           |
|                                                                                            | 2.                            | Předseda centrální vlády                                                                                                  | Fejzi Alizoti 1874 – 1945     | Fejzi Alizoti                                       | 22. leden 1914                | 7. březen 1914                | Nezávislý                                           |
| Albánské knížectví (1914–1925)                                                             |                               | |                               |                                                     |                               |                               |                                                     |
| -                                                                                          | P.                            | Funkce | Jméno narození - úmrtí        | Portrét                                             | Doba vlády od - do            | Doba vlády od - do            | Rod/Strana                                          |
| 3.                                                                                         | 3.                            | Kníže | Vilém 1876–1945               | Kníže Vilém                                         | 7. březen 1914                | 3. září 1914                  | Wiedové                                             |
|                                                                                            | 4.                            | Předseda provizorní vlády                                                                                                 | Esad Paša Toptani 1863–1920   | Essad Paša                                          | 5. říjen 1914                 | 24. únor 1916                 | Nezávislý                                           |
| Bezvládí (24. únor 1916 – 28. prosinec 1918)                                               |                               | |                               |                                                     |                               |                               |                                                     |
|                                                                                            | 5.                            | Předseda provizorní vlády                                                                                                 | Turhan Paša Përmeti 1846–1927 | Turhan Paša Përmeti                                 | 28. prosinec 1918             | 28. leden 1920                | Nezávislý                                           |
|                                                                                            | 6.                            | Předseda vlády | Sulejman Delvina 1884–1932    | Sulejman Delvina                                    | 28. leden 1920                | 30. leden 1920                | Nezávislý                                           |
| Vrchní regentská rada                                                                      | Vrchní regentská rada         | Vrchní regentská rada | Vrchní regentská rada         | Vlajka Albánského knížectví v letech 1920-1925      | 30. leden 1920                | 31. leden 1925                | -                                                   |
|                                                                                            | –                             | Předseda vlády a regent                                                                                                   | Fan Stilian Noli 1882–1965    | Fan S. Noli                                         | 2. červenec 1924              | 24. prosinec 1924             | Albánská liberální strana                           |
| Albánská republika (1925–1928)                                                             |                               | |                               |                                                     |                               |                               |                                                     |
| -                                                                                          | P.                            | Funkce | Jméno narození - úmrtí        | Portrét                                             | Doba vlády od - do            | Doba vlády od - do            | Strana                                              |
|                                                                                            | 7.                            | Prezident | Ahmet Zogu 1895–1961          | Ahmet Zogu                                          | 1. únor 1925                  | 1. září 1928                  | Albánská konzervativní strana                       |
| Albánské království (1928–1939)                                                            |                               | |                               |                                                     |                               |                               |                                                     |
| -                                                                                          | P.                            | Funkce | Jméno narození - úmrtí        | Portrét                                             | Doba vlády od - do            | Doba vlády od - do            | Rod/Strana                                          |
| (7.)                                                                                       | (7.)                          | Král | Zog I. 1895–1961              | Král Zog I.                                         | 1. září 1928                  | 7. duben 1939                 | Zoguové                                             |
| Období italské okupace (1939–1943)                                                         |                               | |                               |                                                     |                               |                               |                                                     |
| -                                                                                          | -                             | Předseda a zmocněnec pro spravedlnost Provizorního správního výboru                                                       | Xhafer bej Ypi 1880–1940      | Xhafer bej Ypi                                      | 9. duben 1939                 | 12. duben 1939                | -                                                   |
| -                                                                                          | -                             | Předseda vlády | Shefqet Vërlaci 1877–1946     | Shefqet Vërlaci                                     | 12. duben 1939                | 16. duben 1939                | -                                                   |
| 8.                                                                                         | 8.                            | Král | Viktor Emanuel III. 1869–1947 | Viktor Emanuel III. Savojský                        | 16. duben 1939                | 8. září 1943                  | Savojští                                            |
| Období německé okupace (1943–1944)                                                         |                               | |                               |                                                     |                               |                               |                                                     |
|                                                                                            | 9.                            | Předseda Provizorního výkonného výboru                                                                                    | Ibrahim Biçakçiu 1905–1972    | Ibrahim Aqif Biçakçiu                               | 14. září 1943                 | 20. říjen 1943                | Balli Kombëtar                                      |
|                                                                                            | 10.                           | Předseda Vrchní regentské rady                                                                                            | Mehdi Frashëri 1872–1963      | Mehdi Frashëri                                      | 20. říjen 1943                | 28. listopad 1944             | Balli Kombëtar                                      |
| Komunistická Albánie (1944–1991)                                                           |                               | |                               |                                                     |                               |                               |                                                     |
| -                                                                                          | P.                            | Funkce | Jméno narození - úmrtí        | Portrét                                             | Doba vlády od - do            | Doba vlády od - do            | Strana                                              |
| Demokratická vláda Albánie (1944–1946)                                                     |                               | |                               |                                                     |                               |                               |                                                     |
|                                                                                            | 11.                           | Předseda prezídia Antifašistické rady národního osvobození (1944–1946) Předseda prezídia Ústavodárného shromáždění (1946) | Omer Nishani 1887–1954        | Omer Nishani                                        | 26. květen 1944               | 16. březen 1946               | Komunistická strana Albánie - Albánská strana práce |
| Albánská lidová republika (1946–1976), Albánská lidová socialistická republika (1976–1991) |                               | |                               |                                                     |                               |                               |                                                     |
|                                                                                            | (11.)                         | Předseda prezídia Lidového shromáždění                                                                                    | Omer Nishani 1887–1954        | Omer Nishani                                        | 16. březen 1946               | 1. srpen 1953                 | Albánská strana práce                               |
|                                                                                            | 12.                           | Předseda prezídia Lidového shromáždění                                                                                    | Haxhi Lleshi 1913–1998        | Haxhi Lleshi v roce 1943                            | 1. srpen 1953                 | 22. listopad 1982             | Albánská strana práce                               |
|                                                                                            | 13.                           | Předseda prezídia Lidového shromáždění                                                                                    | Ramiz Alia 1925–2011          | Prezidentská standarta používaná v letech 1946-1992 | 22. listopad 1982             | 30. duben 1991                | Albánská strana práce                               |
| Albánská republika (od 1991)                                                               |                               | |                               |                                                     |                               |                               |                                                     |
| -                                                                                          | P.                            | Funkce | Jméno narození - úmrtí        | Portrét                                             | Doba vlády od - do            | Doba vlády od - do            | Strana                                              |
|                                                                                            | (13.)                         | Prezident | Ramiz Alia 1925–2011          | Prezidentská standarta používaná v letech 1992–2014 | 30. duben 1991                | 3. duben 1992                 | Albánská strana práce - Socialistická strana        |
|                                                                                            | -                             | Předseda Národního shromáždění                                                                                            | Kastriot Islami * 1952        | Prezidentská standarta používaná v letech 1992–2014 | 3. duben 1992                 | 6. duben 1992                 | Socialistická strana                                |
|                                                                                            | -                             | Předseda Národního shromáždění                                                                                            | Pjetër Arbnori 1935–2006      | Prezidentská standarta používaná v letech 1992–2014 | 6. duben 1992                 | 9. duben 1992                 | Demokratická strana                                 |
|                                                                                            | 14.                           | Prezident | Sali Beriša * 1944            | Sali Beriša                                         | 9. duben 1992                 | 24. červenec 1997             | Demokratická strana                                 |
|                                                                                            | -                             | Předseda Národního shromáždění                                                                                            | Skënder Gjinushi * 1949       | Prezidentská standarta používaná v letech 1992–2014 | 24. červenec 1997             | 24. červenec 1997             | Sociálně demokratická strana                        |
|                                                                                            | 15.                           | Prezident | Redžep Meidani * 1944         |                                                     | 24. červenec 1997             | 24. červenec 2002             | Socialistická strana                                |
|                                                                                            | 16.                           | Prezident | Alfred Moisiu * 1929          |                                                     | 24. červenec 2002             | 24. červenec 2007             | Nezávislý                                           |
|                                                                                            | 17.                           | Prezident | Bamir Topi * 1957             |                                                     | 24. červenec 2007             | 24. červenec 2012             | Demokratická strana                                 |
|                                                                                            | 18.                           | Prezident | Bujar Nishani 1966–2022       |                                                     | 24. červenec 2012             | 24. červenec 2017             | Demokratická strana                                 |
|                                                                                            | 19.                           | Prezident | Ilir Meta * 1969              | Ilir meta                                           | 24. červenec 2017             | úřadující                     | Socialistické hnutí pro integraci                   |